# 伊利耶·马泰
伊利耶·马泰（羅馬尼亞語：Ilie Matei，1960年7月11日—），罗马尼亚男子摔跤运动员。他曾代表罗马尼亚参加1984年夏季奥林匹克运动会摔跤比赛，获得男子古典式90公斤级银牌。